# Niederbayern
Niederbayern (Bavaria Inferioară) este una din cele șapte regiuni administrative de tip Regierungsbezirk din landul Bavaria, Germania. Tot Niederbayern se numește și unitatea administrativă de tip Bezirk (în traducere liberă: „circumscripție”), identică teritorial cu regiunea administrativă Bavaria Inferioară, dar având atribuții diferite.
Regiunea Bavaria Inferioară se învecinează cu Austria, Boemia, Oberpfalz și Oberbayern. Sediul guvernului regiunii administrative se găsește la Landshut.

Poziţia regiunii Bavara Inferioară (Niederbayern) în Germania

Poziţia regiunii Bavara Inferioară (Niederbayern) în Bavaria

Orașe mai mari: Landshut, Passau, Straubing.

## Originea numelor Bavaria Superioară și Bavaria Inferioară
Numele Bavaria Superioară (Oberbayern) și Bavaria Inferioară (Niederbayern) se referă la poziția lor geografică față de cursul Dunării și a afluenților săi.

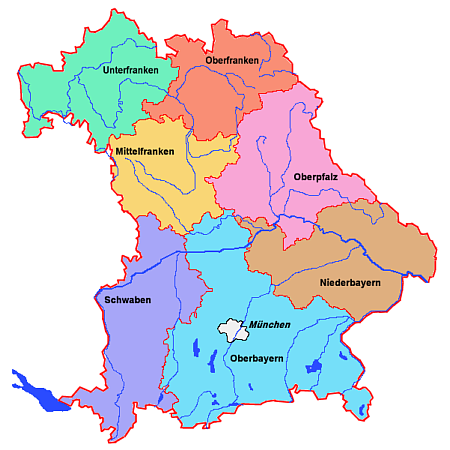
Harta landului Bavaria cu cele 7 regiuni administrative

## Împărțirea administrativă
După reorganizarea teritorială din 1972-1973 regiunea cuprinde trei orașe cu statut de district urban (care nu țin de vreun district rural) și nouă districte rurale:

### Orașe district urban
1. Landshut
2. Passau
3. Straubing

### Districte rurale
1. Deggendorf (district)
2. Dingolfing-Landau
3. Freyung-Grafenau
4. Kelheim (district)
5. Landshut (district)
6. Passau (district)
7. Regen (district)
8. Rottal-Inn
9. Straubing-Bogen